# Isla de Comandatuba
Isla de Comandatuba (en portugués: Ilha de Comandatuba) es una isla situada en el municipio de Una en el sur del litoral del estado brasileño de Bahía. Está a 70 km (43 millas) de distancia del municipio de Ilhéus. El Hotel Transamérica Ilha de Comandatuba, uno de los más sofisticados de toda América Latina, incluso con un aeropuerto propio que está situado en la isla.
La isla tiene 21 kilómetros (13 millas) de semi-desértica playa en la que hoy en día hay casas de pescadores muy rústicas, aunque
el complejo turístico es de lujo. La isla es uno de los puntos de interés turístico en la ciudad de Una.
El clima es cálido y muy húmedo. La temperatura media anual es de unos 24 °C (75 °F), con una máxima media llegando a 28 °C (82 °F) y mínima promedio de 19 °C (66 °F).
El acceso es posible a través de los barcos de la Vila de Comandatuba. Para llegar allí se puede utilizar la carretera BA-270 o desde el aeropuerto en el pueblo.